# Dragan Nikolić
Dragoslav "Dragan" Nikolić (srbsky: Драгослав Драган Николић; 20. srpna 1943 Bělehrad – 11. března 2016 Bělehrad) byl jugoslávský a srbský herec a moderátor. Vystudoval herectví na Divadelní akademii v Bělehradě. V roce 1981 obdržel nejprestižnější jugoslávskou hereckou cenu Zlatou arénu předávanou každoročně na festivalu v Pule. Bylo to za výkon v historickém snímku Banović Strahinja. Proslavil se zejména rolí Prleho v jugoslávském seriálu Otpisani (1974) a jeho volném pokračování Povratak otpisanih (1974). Jeho manželkou byla slavná srbská herečka Milena Dravićová. S ní v 70. letech uváděl populární televizní show Obraz uz obraz. V letech 2011 až 2013 uváděl srbskou verzi pořadu Chcete být milionářem?